# أرماند كين إيلا
أرماند كين إيلا (بالفرنسية: Armand Ken Ella)‏ (23 فبراير 1993 في الكاميرون - ) هو لاعب كرة قدم كاميروني في مركز الوسط. شارك مع منتخب الكاميرون تحت 20 سنة لكرة القدم. أما مع النوادي، فقد لعب مع نادي كارباتي لفيف وSandecja Nowy Sącz ‏ وKaposvári Rákóczi FC ‏.

## وصلات خارجية
- أرماند كين إيلا على موقع اتحاد أوكرانيا (الإنجليزية)
- أرماند كين إيلا على موقع قاعدة بيانات كرة القدم.إي يو (الإنجليزية)
- أرماند كين إيلا على موقع Soccerway.com (الإنجليزية)
- أرماند كين إيلا على موقع عالم كرة القدم.نت (الإنجليزية)